# La Promenade (film, 2003)
Pour les articles homonymes, voir La Promenade.
Pour plus de détails, voir Fiche technique et Distribution.
La Promenade (Прогулка, Progulka) est un film russe réalisé par Alekseï Outchitel, sorti en 2003,.

## Fiche technique
- Photographie : Youri Klimenko, Pavel Kostomarov
- Décors : Evgeni Mitta, Elena Souproun, Nikolaï Riabtsev
- Montage : Elena Andreieva